# Villette (métro léger de Charleroi)
 (août 2022).
Si vous disposez d'ouvrages ou d'articles de référence ou si vous connaissez des sites web de qualité traitant du thème abordé ici, merci de compléter l'article en donnant les références utiles à sa vérifiabilité et en les liant à la section « Notes et références ».
Pour les articles homonymes, voir Villette.
Villette est une station du métro léger de Charleroi. Elle est située sur la boucle centrale, à l'extrémité ouest de la Ville-Basse, et très proche de la station Gare Centrale.
La station dessert le siège du TEC Charleroi et le Ministère des Finances.

## Histoire
Villette est la première station de métro construite sur un viaduc en Belgique. La station surplombe en effet la Sambre, et possède deux entrées de part et d'autre de la rivière: l'accès rive gauche donne sur l'extrémité du boulevard Tirou et la Ville-Basse, tandis que l'accès rive droite donne sur les parkings de la gare de Charleroi-Central.
La station a été récemment[Quand ?] rénovée : le toit surplombant le quai a été allongé jusqu'aux entrées, ce qui n'était pas le cas avant.

## Services aux voyageurs

### Desserte
La station est desservie par les lignes M1, M2, M3 et M4.